# Rachela Fajgenberg
Rachela Fajgenberg, także Rochl Feigenberg, ps. „Rachel Imri” (ur. 1885 w Lubaniu, zm. 1972 w Tel Awiwie) – żydowska pisarka tworząca w językach jidysz i hebrajskim.

## Życiorys

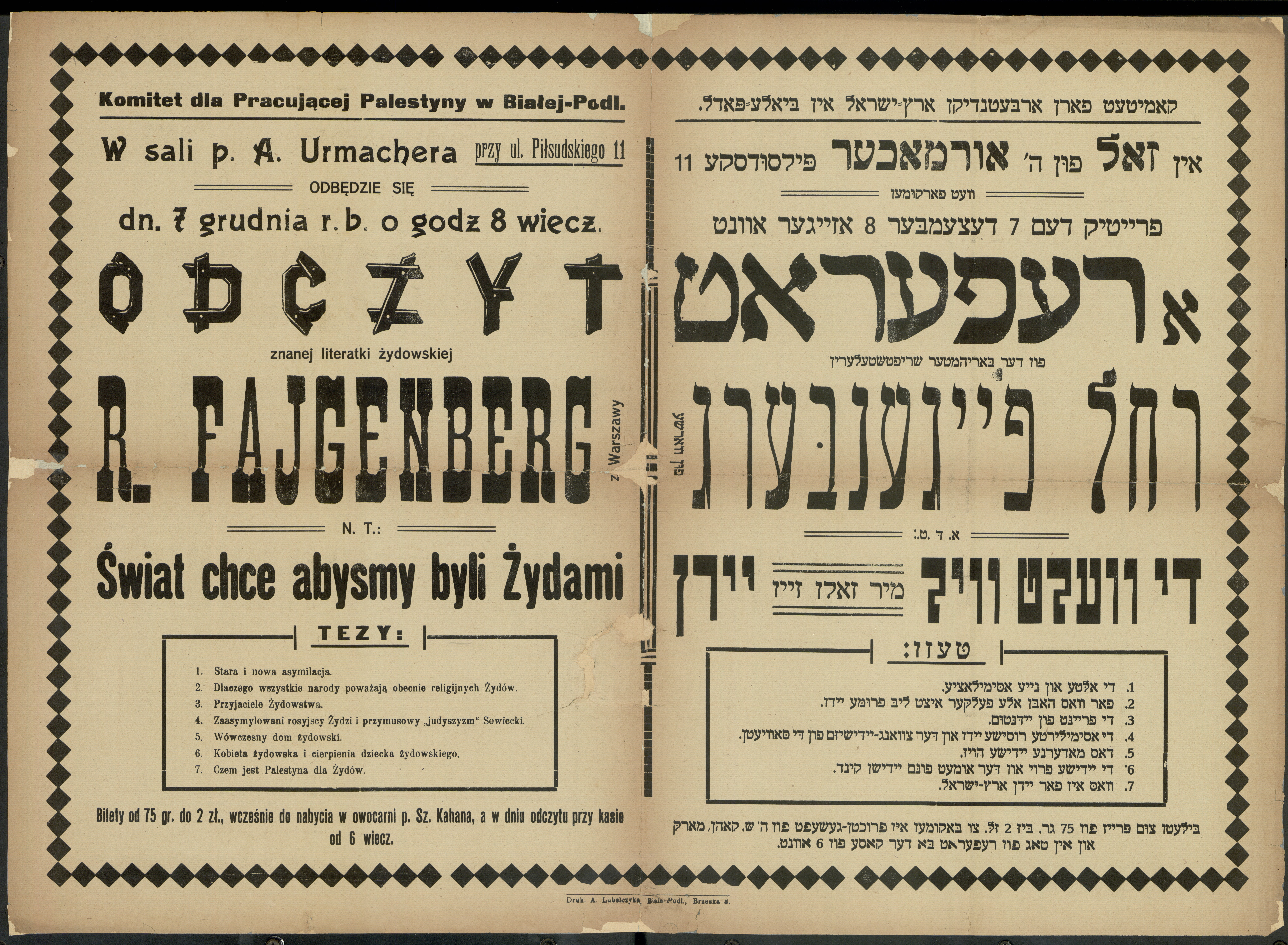
Afisz zapowiadający odczyt Racheli Fajgenberg w Białej Podlaskiej, 1924 rok

Urodziła się w 1885 roku w Lubaniu. Jej ojciec, nauczyciel Talmudu, zmarł, gdy miała cztery lata. Wychowała ją matka, Sara Epstein, która za pieniądze zyskane ze sprzedaży zbiorów książkowych męża otworzyła sklep, dzięki któremu mogła opłacić naukę dzieci. Relacja matki z córką stała się jednym z głównych motywów w późniejszej autobiografii Racheli. Dzięki matce Fajgenberg otrzymywała tradycyjne, religijne wykształcenie oraz uczyła się prywatnie hebrajskiego, jidysz, rosyjskiego i arytmetyki, lecz w wieku dwunastu lat, ze względu na chorobę rodzica, musiała zacząć prowadzić sklep i dom. W następnym roku napisała pod wpływem lektury popularnych książek Szomera (właśc. Nachuma Majera Szajkiewicza) swą pierwszą powieść Josef un Roze, lecz ze względu na gwałtowną reakcję otoczenia zniszczyła rękopis. Po śmierci matki w 1900 roku Fajgenberg przejęła w pełni odpowiedzialność za prowadzenie sklepu. Po pewnym czasie sklep zamknięto, a Fajgenberg wyjechała z babką do Odessy, gdzie przez cztery lata pracowała w warsztacie krawieckim.
Zadebiutowała w 1905 roku autobiografią Di kinder-joren, która ukazywała się w odcinkach na łamach petersburskiego czasopisma „Dos Leben”. Powieść udało się opublikować dzięki wujowi ze strony matki, Zalmanowi Epsteinowi, który zainteresował się manuskryptem i przekazał go wydawcy Saulowi Ginzburgowi. Powieść została pozytywnie przyjęta i doczekała się wydania książkowego w 1909 roku.
Dzięki Ginzburgowi Fajgenberg wyjechała do Petersburga, gdzie zdobyła uprawnienia nauczycielskie i przez rok kontynuowała naukę w ramach Historyczno-Literackich Wyższych Kursów Żeńskich założonych przez Nikołaja Rajewa. W latach 1911–1912 słuchała wykładów uniwersyteckich na wydziale języków i literatury w Lozannie, ale ze względów finansowych przerwała edukację. Jednocześnie publikowała krótką prozę na łamach takich periodyków jak: „Unzer Leben”, „Der Moment”, „Hajnt”, czy „Ejropeisze Literatur” i związała się z żydowskim środowiskiem literackim.
W 1914 roku wyszła za mąż za dwadzieścia pięć lat starszego farmaceutę G. Szapirę, z którym miała syna. Gdy zamieszkała z mężem w Janówce koło Odessy, porzuciła pisarstwo na rzecz prowadzenia domu. Podczas fali pogromów, która przetoczyła się przez Ukrainę w 1919 roku, zniszczono jej dom, a Fajgenberg wraz z synem ukrywała się przez całe lato u okolicznych chłopów. Gdy dotarła z dzieckiem do Odessy, powróciła do pisania i zaczęła spisywać dla gminy żydowskiej świadectwa osób ocalałych z pogromów w ramach akcji prowadzonej przez Mordechaja Spektora. Zajęła się także tłumaczeniem dla planowanej Biblioteki Powszechnej wydawnictwa Daat.
W latach 20. głównym tematem jej pracy literackiej było świadectwo pogromów na Ukrainie. W 1921 roku ukończyła pracę nad zbiorem reportaży Baj di bregn fun Dniester opisującym żydowską diasporę Naddniestrza w latach 1918–1921, po czym wyjechała z Ukrainy, przebywając sukcesywnie w Kiszyniowie, Bukareszcie i Warszawie. Opublikowała wiele tekstów o pogromach na łamach takich pism jak kiszyniowski „Der Jid”, nowojorskie „Forwerts” i „Tog”, warszawskie „Hajnt” i „Der Moment” oraz rumuński „Mantureo”. Tłumaczenia jej prozy w jidysz pojawiały się w dziennikach hebrajskich „Ha-Arec” i „Dawar”. Tłumaczyła także na jidysz twórczość Siemiona Juszkiewicza. W drugiej połowie lat 20. przebywała przez pewien czas w Paryżu, gdzie zaangażowała się w działania na rzecz uniewinnienia Szolema Szwarcbarda, zabójcy Symona Petlury. Jej książka A pinkes fun a tojter szot – churbn Dubowe (pol. „Kronika martwego miasteczka – zagłada Dubowy”) została przetłumaczona na francuski dla komitetu obrony Szwarcbarda. Fajgenberg tekst przekazała także wydawcy „Parizer Hajnt” Samuelowi Jackanowi, jednak ten uznał, że jego treść jest zbyt drastyczna dla gazety; kronikę zamiast niego opublikował konkurencyjny „Der Moment”. Według literaturoznawcy Davida G. Roskiesa twórczość Fajgenberg zapowiadała dokumentalne powieści o Zagładzie.
Drugim znaczącym motywem w twórczości Fajgenberg była rola kobiety w zmieniającym się społeczeństwie. W powieści Ojf fremde wegn (1925) – pierwszej powieści w jidysz napisanej przez kobietę – opisała romans żonatego mężczyzny z wolną kobietą na tle zmian technologicznych i społecznych sztetla. W latach 1927–1928 Fajgenberg publikowała na łamach dziennika „Der Moment” serię artykułów dla kobiet i prowadziła rubrykę Di froj in der hejm – di froj in der welt (pol.: „Kobieta w domu – kobieta w świecie”). W następnym roku autorka znalazła się na ósmym miejscu w ankiecie na ulubionego pisarza żydowskiego organizowanej przez „Der Moment”. W latach 1928–1930 przeprowadziła w Polsce serię odczytów, a tłumaczenia jej artykułów pojawiały się na łamach polskojęzycznej prasy żydowskiej takiej jak tygodnik „Ewa”.
Była poważaną pisarką; redaktorzy czołowych gazet Samuel Jackan i Cwi Pryłucki nazywali ją „naszą utalentowaną pisarką”. Należała do pierwszych żydowskich zawodowych powieściopisarek. Dostrzeżone zostały także jej bezkompromisowość i wojownicza natura: Rachela Auerbarch opisała ją jako „wściekłą ciotkę na tradycyjnym weselu”, Melech Rawicz zaś pisał o niej, iż „wywalczyła drogę dla profesjonalnej autorki publicystyki i książek. Gdy mówię «wywalczyła», właśnie to mam na myśli, gdyż Rachela Fajgenberg jest naturą waleczną”.
W latach 30. Fajgenberg zaczęła skupiać się na tworzeniu po hebrajsku. W 1933 roku zamieszkała na stałe w Palestynie, gdzie publikowała już głównie po hebrajsku pod imieniem Rachel Imri. Przez trzy lata była korespondentką dziennika „Der Moment”, publikowała także na łamach lokalnej, hebrajskojęzycznej prasy takiej jak „Ha-Aretz”, „Dawar”, czy „Ha-Olam ha-Zeh” oraz na łamach lokalnej prasy jidyszowej „Di Goldene Kejt” i „Lecte Najes”. Zależało jej na tłumaczeniu literatury jidysz na hebrajski, by z jednej strony oswoić emigrantów z nowym językiem, a z drugiej by zachować dziedzictwo diaspory. W tym celu założyła wydawnictwo Ha-Measef. Po wydaniu trzech książek autorstwa Izraela Jehoszuy Singera, Dawida Bergelsona i Mosze Kulbaka w latach 1945–1947, wydawnictwo upadło ze względu na problemy finansowe i brak popytu. Choć od tej chwili Fajgenberg porzuciła dalsze plany publikacji literatury jidyszowej, nie przestała pisać po hebrajsku o pisarzach jidyszowych. Planowała także założyć miesięcznik poświęcony tematowi i teatr ludowy wystawiający sztuki jidyszowe po hebrajsku. W połowie lat 60. otrzymała nagrodę im. Chaima Grinberga.
Zmarła w 1972 roku w Tel Awiwie.

## Publikacje
- Di kinder-joren, 1909[2]
- A mame, 1910[2]
- Ojf fremde wegn, 1925[13]
- Baj di bregn fun Dniester, 1925[10]
- A pinkes fun a tojter szot – churbn Dubowe, 1926[11]
- Li-sznatajim. Roman bli ahawa, 1929, wersja w jidysz: Hejrat ojf cwej jor (1932)[22]
- Di welt wil, mir zoln zajn jidn, 1936[16]
- Bi-mewuchat ha-jamim. Kowec maamarim sze-lo nitan lahem makom ba-itonut ha jehudit lo ba-arec we-lo ba-gola, 1938[2]
- Bonej ha-moledet. Kawim u-drachim le-hawraat ha cijonut we-ha-jiszuw, 1941[2]
- Paraszat Szalom Asz le-or ha-meciʼut, 1944[2]
- Mi-bejn gidrej ha-tajil. Cror michtawim al pigej ha-zman, 1947/1948[2]
- Susato szel Mendele we-szot ha-jidishaʼim, 1950[2]
- Ha-beaja ha-leʼumit bi-Writ ha-Moacot, 1952/1953[2]
- Ha-szalaw ha-acharon, 1953[2]
- Megilot Jehudej Rusja: 1905–1964, 1965[20]
- Jidisz we-sofreha, 1967[2]
- Be-szem darej mata, 1970[2]